# Боршани (Бакау)
Боршани (рум. Borșani) насеље је у Румунији у округу Бакау у општини Коцофанешти. Oпштина се налази на надморској висини од 181 m.

## Становништво
Према подацима из 2002. године у насељу је живело 751 становника, од којих су сви румунске националности.